# Flora vaginală
Flora vaginală variază în funcție de pH-ul și concentrația de estrogeni a mucoasei vaginale, aflate în strânsă corelație cu vârsta, astfel: 
- prepubertar și postmenopauză floră este dominată de Stafilococcus sp. și Corynebacterium sp. (aceeași floră pe care o găsim pe suprafața pielii);

- la femeile active sexual flora microbiană se modifică, fiind alcătuită din Enterobacteriaceae, Streptococcus spp, Stafilococcus sp., bacterii anaerobe (lactobacili, peptostreptococi, bacili anaerobi nesporulați, coci anaerobi, Mycoplasma hominis, Ureaplasma urealyticum, Gardnerella vaginalis).

Streptococul hemolitic de grup B (Streptococcus agalactiae) este prezent în flora vaginală și poate fi transmis la nou născuți (cu apariția de complicații neonatale).

## Clasificarea infecțiilor de tract genital feminin
Infecțiile genitale feminine reprezintă o cauză frecventă de consult ginecologic. Ele pot evolua ca: 
1. Infecții endogene, determinate de microorganisme din flora vaginală normală (lactobacili, peptostreptococi, bacili anaerobi nesporulati, coci anaerobi, Mycoplasma hominis, Ureaplasma urealyticum, Mobiluncus sp., Prevotella bivia, Prevotella sp., Gardnerella sp., etc);
2. Infecții exogene, cauzate în special de microorganisme cu transmitere sexuală:

- bacterii (Neisseria gonorrhoeae, Chlamydia trachomatis - serotipurile D-K, Treponema pallidum); 
- virusuri (Herpes simplex - tip 2, Papillomavirus); 
- protozoare (Trichomonas vaginalis). 
O altă clasificare împarte infecțiile de tract genital feminin în: 
1. Infecții genitale joase - afectează vulva, vaginul și cervixul - apar, de obicei, ca urmare a unui contact sexual infectant sau ca urmare a unui dezechilibru al florei genitale normale.
2. Infecții genitale înalte - interesează uterul, trompele uterine, ovarele - apar frecvent ca extindere a infecțiilor genitale joase. Se consideră că microorganismele existente în vagin și cervix pătrund în cavitatea uterină și pot ajunge prin endometru la nivelul trompelor și al ovarelor.

Exocolul uterin poate fi afectat de:
- T. vaginalis, Candida albicans - infecții ce evoluează că cervico-vaginite;
- Papillomavirus (mai ales tipurile 16 și 18) - implicat în etiologia neoplaziilor cervicale intraepiteliale;
- Herpes simplex tip 2 - evoluează cu leziuni ulcerative endo și exocervicale.

Infecțiile genitale înalte
În funcție de localizare: 
- la nivelul mucoasei uterine: endometrite.
- dacă inflamația cuprinde și mușchiul uterin: endomiometrite

Infecția acută survine postpartum sau postabortum (vaginoza fiind factor de risc) și după explorări sau intervenții endouterine (histerosalpingografie, împlântare sau extragere de sterilet). 
Etiologia lor este variată, fiind implicate bacterii aerobe și anaerobe ce fac parte din floră endogenă vaginală: streptococ grup B, enterococi, Enterobacteriaceae, Gardnerella vaginalis, bacili Gram negativi anaerobi, Mycoplasma hominis, Ureaplasma parvum/urealyticum, Clostridium perfringens (în avort septic provocat), Streptococcus pyogenes etc. În 10 - 20% din cazuri, endometritele acute pot evolua cu bacteriemie. 
Endometritele cronice (asociate cu endocervicite și salpingite) pot fi determinate de Chlamydia trachomatis (prin propagare ascendentă) sau Mycobacterium tuberculosis (pe cale hematogenă). 
Inflamația epiteliului endotubar sau a trompei în general (salpingită) poate fi produsă de: 
- M. tuberculosis, N. gonorrhoeae, C. trachomatis - prin propagare intracanaliculara;
- microfloră aero-anaeroba vaginală (în endometrite postabortum sau postpartum);
- inflamația mezosalpinxului și a peritoneului ce acoperă ligamentul larg: anexită.

Deoarece localizarea anatomică precisă a infecției este greu de stabilit, se utilizează denumirea de „boală inflamatorie pelvină”.